# فاطمة الحساني
فاطمة الحساني إعلامية وسياسية مغربية. تشغل رئيسة جهة طنجة تطوان الحسيمة منذ 28 أكتوبر 2019. وهي ثاني سيدة تتولى رئاسة جهة في المملكة المغربية.

## الحياة المهنية
درست الحساني العلوم السياسية وعلوم الإدارة، ثم التحقت بوكالة المغرب العربي للأنباء منذ أواخر الثمانينات الميلادية، ومارست مهامها كصحافية لمدة تزيد عن العشرين عاماً، كما شغلت مهمة نائبة رئيس نقابة الصحافيين المغاربة ثم انخرطت في العمل الجمعوي والسياسي لتصبح رئيسةً لجهة شمال المغرب التي تضم مدن طنجة تطوان الحسيمة خلفًا لإلياس العماري. وهي عضو في حزب الأصالة والمعاصرة.
في 17 يوليو 2021 قرر حزب الأصالة والمعاصرة تجميد عضوية فاطمة الحساني داخل الحزب، وذلك بسبب تصرفاتها وصفت بأنها ”مخالفة للضوابط والقوانين المعمول بها، لا سيما تلك المتعلقة بقواعد التنسيق على مستوى الإعداد للاستحقاقات المقبلة“.